# Diphtherocome impectinata
Diphtherocome impectinata là một loài bướm đêm trong họ Noctuidae.